# جنی پاگلیارو
جنی پاگلیارو (ایتالیایی: Genny Pagliaro؛ زادهٔ ۱۵ اکتبر ۱۹۸۸) وزنه‌بردار زن اهل ایتالیا است.
وی در مسابقات کشوری و بین‌المللی در مجموع برندهٔ ۲ مدال طلا، ۱ مدال نقره، ۵ مدال برنز شده‌است.